# 長澤義遠
長澤 義遠（ながさわ よしとお）は、戦国時代から安土桃山時代にかけての武将。丹波赤井氏の軍師。大山庄地頭として、丹波国多紀郡に権勢を誇った中澤氏の一族。一説には、大山城主ともいわれるが、実際には、当時の大山城主である中澤孫十郎伯耆守重基の後見人であった。

## 長澤氏
宗家の中澤氏は鎌倉時代の地頭の系譜を汲んだ旧来の武家勢力であり、奉公衆として足利家に仕えるなど、丹波国に影響力を及ぼしてきた。しかし、15世紀後半から台頭してきた新興勢力の波多野氏に対抗して大山城を築くなどしたが、永正年間の福徳貴寺合戦では波多野氏に敗れた。このときの当主は、日向守元綱（義遠の祖父）であり、波多野方の武将に討ち取られてしまった。それによって大山庄の代官職を奪われてしまうが、以後中澤氏は波多野氏の重臣となったことで、明智光秀の丹波平定まで存続した。

## 最期
天正六年(1578年)九月、義遠の居城、大山城は藤堂高虎によって落城する。当時、織田氏の八上城攻略の最中であり、周辺の波多野方の城攻めの一つとして大山城が攻城された。東大史料編纂所のデータベースには、 「九月、 信澄 ・ 光秀 ・ 長岡等、 小山城を攻め長澤義遠を殺す」 と記されている。さらに、大山城攻めに参加したのは、藤堂氏の他に織田信重(信澄)、細川藤孝らの織田系武将で、義遠は討死したとされるが、大山村史資料編にある中道文書 ・ 大山古跡覚書では八月十五日に落城と記されている。また、嶋記録の系図伝によると、 信重の家臣、嶋秀淳の嫡男新六が小山城攻めで亡くなるとあることから、大山城攻めにおける信重の参陣を裏付けることになる。

## 家臣
- 向井左近‐長澤氏家臣で大山城落城の際、自刃した主君の介錯を務め、義遠の首を斬り落とした。
- 雪岡氏‐大山荘住人で長澤氏に仕える。古記録には行岡とも記される。
- 長澤出雲‐篠山領地誌には、大山城主中澤重基の伯父であるとされている。別名は、河南出雲友房といい、城内の河南屋敷に居住し、落城後に多紀郡の河南氏の祖になったとされる。
- 長澤源五‐長澤出雲の弟。
- 長澤与吉‐長澤出雲の弟。

## 逸話
永澤寺由緒に「応安年中、当寺開山通幻和尚の道徳、後円融院帝の叡聞に達す。之れに依り、丹波・摂津・讃岐・伊予・土佐の五州の大守細川右京大夫源頼之公に仰付せられ、公は、七堂伽藍を創建あそばされ、勅願所となさしめたまう。」とある。
大伽藍を建立するには財力を持った支援者が必要だったが、このことを知った丹波国大山の長澤義遠という豪族がいち早く協力を申し出て寺は竣工した。
通幻禅師は長澤氏の助力を大なる徳として、寺号を命名するにあたり長澤氏の名が残るように、また、本師の峨山禅師や法の祖父に当たる大本山總持寺を開かれた瑩山禅師のお陰と感謝の念を抱き、両禅師が住職をされた石川県羽咋の「永光寺ようこうじ」に因み［長］を「永」に変え「永澤寺ようたくじ」とされたのではないかと考えられる。